# Heiko Schmelzle
Heiko Schmelzle (* 24. März 1970 in Westerstede) ist ein deutscher Politiker (CDU) und ehemaliger Bürgermeister von Norden.

## Familie und Beruf
Schmelzle wuchs mit drei Schwestern in Norden auf. 1986/87 absolvierte er mit dem American Field Service (AFS) ein Auslandsjahr in den USA, das er 1987 mit einem amerikanischen Schulabschluss (Highschool-Diploma) abschloss. 
Im Jahr 1990 folgte das Abitur am Ulrichsgymnasium in Norden. Anschließend absolvierte er eine Ausbildung zum Bankkaufmann in Düsseldorf. 1992 bis 1993 absolvierte er seinen Wehrdienst, den er als sogenannter Soldat auf Zeit verlängerte. 1995 wechselte er zu einem regionalen Kreditinstitut, bei dem er bis zum Einzug in den Deutschen Bundestag 2013 arbeitete. Er bildete sich 1996 zum Sparkassenfachwirt und 1999 zum Sparkassenbetriebswirt weiter. Später legte er zudem die Prüfung als Versicherungsfachmann vor der IHK Bremen ab. Lange Jahre arbeitete er im Baufinanzierungsgeschäft, zuerst als Sachbearbeiter, später als Berater und Zweigstellenleiter. Seit 2004 war er in der Vermögensberatung tätig. Zudem ist er nebenberuflich Dozent für Grundlagen der Einkommensteuer und Baufinanzierung für die Niedersächsische Sparkassenakademie in Hannover.
Schmelzle ist seit 2000 verheiratet und hat zwei Kinder.

## Politische Karriere
Im Jahr 1991 wurde Heiko Schmelzle Mitglied der Christlich Demokratischen Union (CDU). Seit 2011 ist er Ratsherr im Rat der Stadt Norden. Seit 2012 ist er Stadtverbandsvorsitzender der CDU Norden sowie stellvertretender Vorsitzender des CDU-Kreisverbandes Aurich. Am 27. November 2015 wurde Schmelzle erstmals in den Bundesvorstand der Ost- und Mitteldeutschen Vereinigung (OMV) der CDU gewählt. Er übernahm das Amt des Stellvertretenden Bundesvorsitzenden.
Bei der Bundestagswahl am 22. September 2013 kandidierte er als Direktkandidat der CDU im Bundestagswahlkreis Aurich – Emden in Ostfriesland. Er zog über die Landesliste der niedersächsischen CDU in den Deutschen Bundestag ein. Er war in der 18. Legislaturperiode des Deutschen Bundestags ordentliches Mitglied im Ausschuss für Gesundheit, wo er Berichterstatter für Europa und Internationales war. Zudem war er stellvertretendes Mitglied im Europaausschuss.
Er engagiert sich neben der Ausschussarbeit in der CDU/CSU-Bundestagsfraktion im Parlamentskreis Mittelstand (PKM) sowie in der Gruppe der Vertriebenen, Aussiedler und deutsche Minderheiten. Er ist auch Mitglied im Arbeitskreis Küste, einem Zusammenschluss der CDU-Bundestagsabgeordneten der fünf Küstenländer Schleswig-Holstein, Niedersachsen, Mecklenburg-Vorpommern, Freie Hansestadt Hamburg und der Hansestadt Bremen. Als Mitglied des Verbandes der Reservisten der Deutschen Bundeswehr e. V. ist er weiterhin Mitglied in der fraktionsübergreifenden Reservistenarbeitsgemeinschaft des Deutschen Bundestages.
Heiko Schmelze kandidierte bei der Kommunalwahl in Niedersachsen am 11. September 2016 für das Bürgermeisteramt in Norden. Am 25. September 2016 gewann er in einer Stichwahl gegen Julia Feldmann die Wahl zum Bürgermeister der ostfriesischen Stadt Norden. Mit Ablauf zum 31. Oktober 2016 schied er aus dem Bundestag aus. Für ihn rückte Rainer Hajek nach. Die Bürgermeisterstichwahl 2021 in Norden verlor Heiko Schmelzle gegen Florian Eiben (SPD).